# Homophymia lamellosa
Homophymia lamellosa är en svampdjursart som beskrevs av Jean Vacelet och Vasseur 1971. Homophymia lamellosa ingår i släktet Homophymia och familjen Neopeltidae. Inga underarter finns listade i Catalogue of Life.